# ドゥベサリ
- ドゥベサリ
- ドゥバサリ
- ドゥボッサルィ
- ドゥボッサールィ

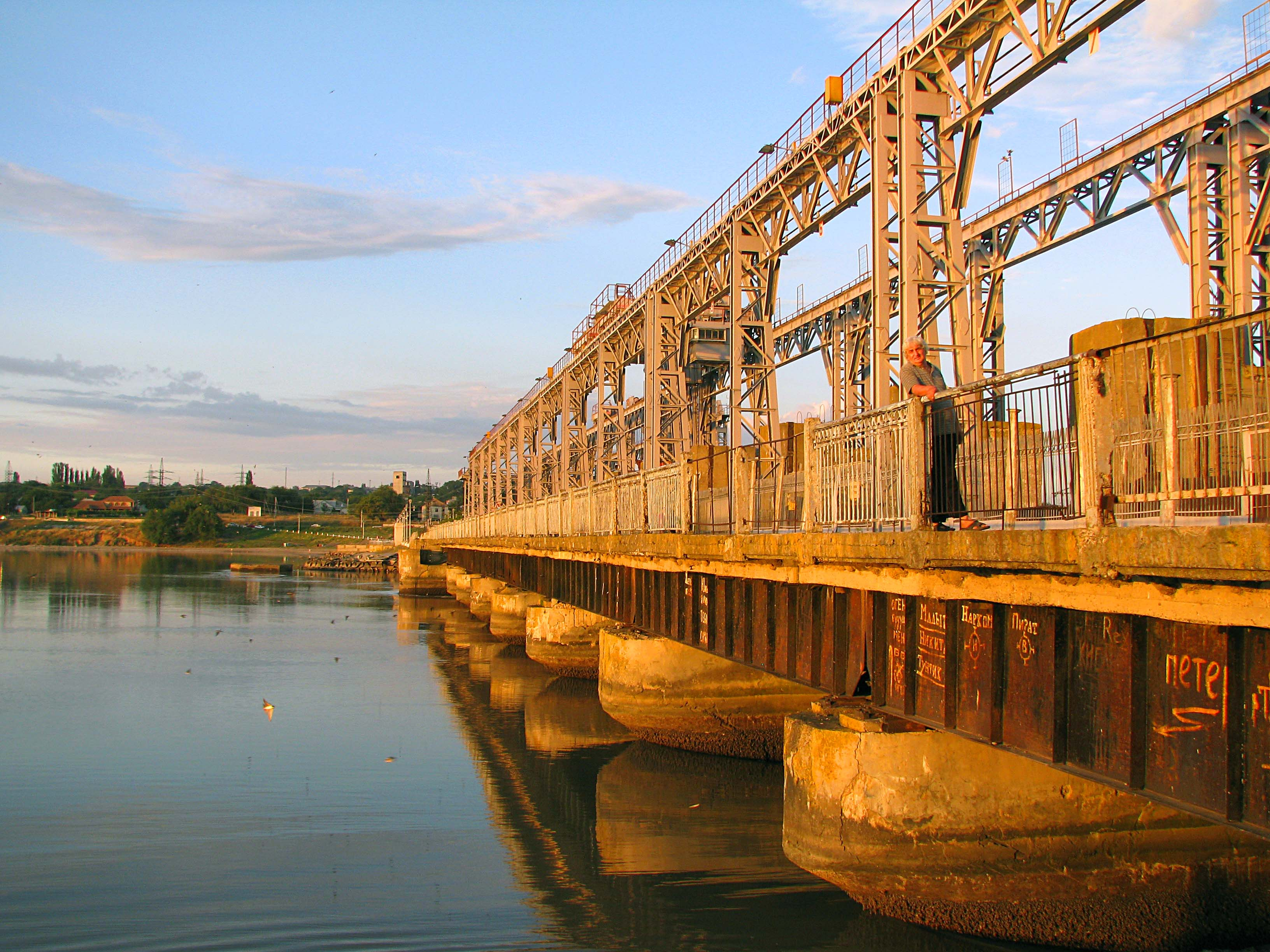
ドゥベサリ水力発電所

ドゥベサリ（英語: Dubăsari, モルドバ語: Дубэсарь）またはドゥボッサルィ（英語: Dubossary, ロシア語: Дубоссары,ウクライナ語: Дубоссари）は、モルドバ共和国にあるドニエストル川沿岸の都市。人口は23,650人（2004年）。モルドバのドゥベサリ県に属するが、国際連合非加盟国のみが国家承認している地域である沿ドニエストル共和国が実効支配している。
ドゥベサリとはルーマニア語の古語で「船頭」の意味である。

## 歴史
モルドバでも最も古い住居跡がある都市のひとつで、その歴史は石器時代に遡る。町としては16世紀にモルドバの農民が開いた市場に始まり、1792年にはロシア領となり1795年に市に昇格した。1992年のトランスニストリア戦争により町の経済は深刻な打撃を受け、沿ドニエストル共和国の実効支配下に入った。

## 民族
2004年の国勢調査における各民族の人口は、以下の通りである。
| 民族         | 人数    |
| ------------ | ------- |
| モルドバ人   | 8,954人 |
| ウクライナ人 | 8,062人 |
| ロシア人     | 5,891人 |
| ベラルーシ人 | 153人   |
| ブルガリア人 | 104人   |
| アルメニア人 | 90人    |
| ガガウズ人   | 66人    |
| ポーランド人 | 49人    |
| ユダヤ人     | 46人    |
| ドイツ人     | 39人    |
| ロマ         | 31人    |
| その他・不詳 | 165人   |

## 出身著名人
- ウラジーミル・ヴォローニン - モルドバ第3代大統領
- アンナ・オドベスク（英語版） - 歌手